# 10741 Valeriocarruba
10741 Valeriocarruba este o planetă minoră (asteroid), cu un diametru de 5,715 km, din centura de asteroizi. A fost descoperită pe 16 septembrie 1988 la Observatorio de Cerro Tololo⁠(d) de Schelte J. Bus și a fost numită după Valerio Carruba⁠(d). 
Obiectul prezintă o orbită caracterizată de o semiaxă mare de 2,5764174 UAi, o excentricitate de 0,1, o înclinație de 15,99885 ° în raport cu ecliptica.